# American Academy of Dramatic Arts
L'American Academy of Dramatic Arts (AADA) és una universitat privada de teatre amb dues ubicacions, una a la ciutat de Nova York i l'altra a Los Angeles. L'acadèmia ofereix un grau d'associat en estudis ocupacionals i ensenya dramatúrgia i arts relacionades en les àrees de teatre, cinema i televisió. Els estudiants també tenen l'oportunitat de fer una audició per a la companyia de teatre de tercer any, que mostra el talent futur a l'escola i a la comunitat.

## Història
L'escola d'actuació més antiga del món de parla anglesa, l'acadèmia de la ciutat de Nova York va ser fundada l'any 1884 per Franklin Haven Sargent, un graduat de la Universitat Harvard i professor de parla i elocució a la seva alma mater. La visió de Sargent era establir una escola per formar actors per al teatre. La seva primera llar va ser el Lyceum Theatre original al sud de l'actual Park Avenue. El 1963, l'escola es va traslladar a la seva posició actual, un edifici emblemàtic dissenyat per l'arquitecte del renaixement estatunidenc Stanford White per al Colony Club.
El 1974, l'acadèmia va obrir un altre campus a Pasadena, Califòrnia, convertint-la en l'única escola de formació d'actors professionals als dos grans centres d'entreteniment nord-americans. El campus de Los Angeles es va traslladar de Pasadena a Hollywood l'any 2001 en un nou edifici al costat del Jim Henson Company Lot.

## Acadèmics
L'acadèmia continua dedicada a formar actors professionals. Ofereix un programa de dos anys en què els estudiants han de ser convidats de nou per al segon any. Les audicions es fan al final del segon any per a l'empresa del tercer any. A més de la formació per al teatre, ara ofereix cursos de cinema i televisió, oferint un programa estructurat i orientat professionalment que posa l'accent en l'autodescobriment, l'autodisciplina i la individualitat. Els estudiants de Nova York i Los Angeles poden obtenir una llicenciatura en arts d'universitats seleccionades.

## Antics alumnes notables
A
- Walter Abel, 1918[5]
- Jay Acovone, 1978[5]
- Marla Adams, 1958[5]
- Derek Ahonen
- Suzanne Alexander[6]
- Rae Allen, 1947[5]
- Don Amendolia, 1966[5]
- Tige Andrews, 1946[5]
- Kwaw Ansah, 1965[5]
- Carmen Argenziano, 1964[5]
- Katie Aselton, 2004[5]
- Armand Assante, 1969[5]
- Tom Atkins, 1967[5]
- Hank Azaria, 1980[5]

B
- Lauren Bacall, 1942[7]
- Jim Backus, 1933[7]
- Eion Bailey, 1996[5]
- Conrad Bain, 1948[5]
- Brenda Bakke
- Anne Bancroft, 1950
- Diana Barrymore
- Chris Bauer
- Frances Bavier, 1925[5]
- Douglas Carter Beane, 1980[5]
- Graham Beckel, 1972[5]
- Doris Belack, 1945[5]
- Gaston Bell
- Gil Bellows, 1987[5]
- Robby Benson
- Peter Bergman, 1975[5]
- Samuel Bernstein
- Lyle Bettger, 1937
- William Blinn, 1957[5]
- Linwood Boomer, 1977[5]
- Lee Bowman, 1936[5]
- Jocelyn Brando, 1942[5]
- Michael Brandon, 1967[5]
- Laura Branigan, 1972[5]
- Eileen Brennan, 1956[5]
- Lisa Brescia, 1991[5]
- Beth Broderick, 1977[5]
- Adrien Brody, formació especialitzada 1993[5]
- Rose Marie Brown[8]
- Joyce Bulifant, 1958[5]
- Michael J. Burg

C
- J.D. Cannon, 1942[5]
- Dale Carnegie, 1912[5]
- Max Casella, 1987[5]
- John Cassavetes, 1950[5]
- Nick Cassavetes, 1980[5]
- Kim Cattrall, 1974[5]
- Jessica Chastain, 1998[5]
- George Coe, 1956[5]
- Enrico Colantoni, 1985[5]
- Nicholas Colasanto, 1952[5]
- Jennifer Coolidge, 1982[5]
- Amanda Crew
- Hume Cronyn, 1934[5]
- Max Crumm
- Bob Cummings[7]
- Helen Curry

D
- Marc Daniels
- Martin Davidson
- Brad Davis[7]
- Jeremy Davies, 1990[5]
- Johanna Day, 1984[5]
- Cecil B. DeMille, 1900[5]
- William Devane, 1961[5]
- Danny DeVito, 1966[5]
- Colleen Dewhurst, 1947[5]
- Diana Douglas, 1941[5]
- Illeana Douglas, 1983[5]
- Kirk Douglas, 1941[5]
- Cara Duff-MacCormick
- Julia Duffy, 1972[5]
- Charles Durning, 1948[5]
- Alexis Dziena

E
- Clare Eames, 1918[5]
- Christine Ebersole, 1975[5]
- Eric Edwards, 1967
- Vince Edwards, 1950[5]
- Ethyl Eichelberger
- David Eigenberg, 1986[5]
- René Enríquez, 1960[5]

F
- James Farentino, 1958[5]
- Gail Fisher, 1958[5]
- Nina Foch, 1942[5]
- Harriet Ford
- Nicole Forester, 1993[5]
- Jorja Fox, 1990[5]
- Elizabeth Franz, 1962[5]
- Deborra-Lee Furness

G
- Troy Garity, 1995[5]
- Sally Gifford
- Gwen Gillen[9]
- Larry Gilliard Jr.
- Joanna Going, 1985[5]
- Ruth Gordon, 1914[5]
- Robert Gossett, 1976[5]
- Bruce Greenwood, 1981[5]
- Luke Grimes, 2004[5]
- Burt Grinstead
- Gugu Gumede, 2012

H
- Leisha Hailey
- Ron Hale, 1967[5]
- Emily Wakeman Hartley[10]
- David Hartman, 1961[5]
- Susan Haskell, 1991[5]
- Anne Hathaway, formació especialitzada 1993[5]
- Dennis Haysbert, 1977[5]
- Florence Henderson, 1953[5]
- Martin Hewitt
- Judd Hirsch, 1962[5]
- Alice Hirson, 1948[5]
- Sterling Holloway, 1923[5]
- David Huddleston, 1958[5]

J
- Kate Jackson, 1970[5]
- John James, 1977[5]
- Melissa James Gibson, 1984[5]
- Herbert Jefferson Jr., 1969
- Allen Jenkins, 1922[5]
- Jennifer Jones, 1939[5]

K
- Florence Kahn
- Garson Kanin, 1933[5]
- John Karlen, 1958[5]
- Grace Kelly, 1949[5]
- Elizabeth Kemp
- Sally Kirkland, 1961[5]
- Elias Koteas, 1983[5]
- Stepfanie Kramer, 1977[5]

L
- Casey LaBow, 2007[5]
- Caroline Lagerfelt, 1969[5]
- Ron Leibman, 1958[5]
- Sam Levene, 1927[5]
- Matthew Lillard, 1990[5]
- Howard Lindsay, 1908[5]
- Cleavon Little, 1967[5]
- John Lone, 1978[5]
- Marion Lorne, 1904[5]
- Lucille Lortel, 1921[5]
- James Luisi, 1958[5]

M
- Taylor Mac
- Harriet E. MacGibbon
- Rosie Malek-Yonan
- Randolph Mantooth
- Mrinalini Sarabhai
- Marie-Noelle Marquis
- Robin Mathews, 1994[5]
- Melanie Mayron, 1972[5]
- Stephen McHattie, 1968[5]
- George Meeker, 1922[5]
- Leonard Melfi
- Ioannis Melissanidis
- Dina Merrill, 1944[5]
- Justine Miceli, 1982[5]
- Judson Mills, 1991[5]
- Katherine Moennig, 1998[5]
- Frank Morgan, 1914[5]
- Michael Mosley
- Elizabeth Montgomery, 1953[5]
- Agnes Moorehead, 1929[5]
- Anita Morris, 1962[5]
- Carrie-Anne Moss, 1988[5]
- Don Murray, 1948[5]
- Louis Mustillo, 1983[5]

N
- Mary Nash
- Novella Nelson, 1961[5]
- Eric Nenninger, 1999[5]
- Hayley Marie Norman

O
- Pat O'Brien[5]
- Michael O'Keefe, formació especialitzada[5]
- Jim O'Rear
- Timothy Omundson
- Glenn Ordway
- Kelly Overton, 1999[5]
- Catherine Dale Owen

P
- Angel Parker, 1999[5]
- Sarah Paulson, formació especialitzada 1992[5]
- Jimmy Pardo
- Donna Pescow, 1975[5]
- Alex Pettyfer, formació especialitzada 2004[5]
- Michael Pitt, formació especialitzada 1998[5]
- Rick Polizzi, 1983[5]
- Billy Pollina
- Tom Poston, 1947[5]
- William Powell, 1913[5]
- Dory Previn, 1943[5]

R
- Robert Redford, 1959[5]
- Nicolas Winding Refn
- Joe Regalbuto, 1970[5]
- Don Rickles, 1948[5]
- Thelma Ritter, 1922[5]
- Jason Robards, 1948[5]
- Jason Robards Sr., 1911[5]
- Eric Roberts[7]
- John Roberts, 1991[5]
- Edward G. Robinson, 1913[5]
- Zuleikha Robinson, 1997[5]
- Hayden Rorke, 1932[5]
- Charlotte Rothwell
- Gena Rowlands, 1952[5]
- Paul Rudd, 1991[5]
- Rosalind Russell, 1929[5]

S
- Melanie Safka
- Gary Sandy, 1968[5]
- John Savage, 1969[5]
- John Saxon[7]
- Diana Scarwid, 1975[5]
- Kathryn Leigh Scott, 1966
- Joseph Schildkraut, 1913[5]
- William G. Schilling, 1969[5]
- Annabella Sciorra, 1980[5]
- Adam Scott, 1993[5]
- Kim Shaw
- Brooke Smith
- Jaclyn Smith, 1966
- Keith Randolph Smith, 1986[5]
- French Stewart, 1985[5]
- Timothy D. Stickney, 1985[5]
- Slavko Sobin
- Ezra Stone, 1935[5]
- Kevin Sussman
- Loretta Swit, 1959[5]
- Eric Szmanda, 1996[5]

T
- Renée Taylor, 1951[5]
- Ron Taylor, 1975[5]
- Ernest Thomas, 1974[5]
- Gene Tierney
- Gary Tomlin, 1971[5]
- Constance Towers, 1952[5]
- Spencer Tracy, 1923[5]
- Claire Trevor, 1929[5]
- Manu Tupou

V
- Scott Valentine, 1980[5]

W
- Robert Walker, 1939[5]
- M. Emmet Walsh, 1961[5]
- Lucille Watson, 1902[5]
- Peter Weller, 1972[5]
- Karimah Westbrook
- Shannon Whirry
- Warren William, 1915[5]
- August Wittgenstein

Z
- Helena Zachos
- Constance Zimmer, 1990[5]